# Salmi-myeon
Salmi-myeon (koreanska: 살미면) är en socken i den centrala delen av Sydkorea, 120 km sydost om huvudstaden Seoul. Den ligger i kommunen Chungju i provinsen Norra Chungcheong.